# Jaderná elektrárna Karolewo
Jaderná elektrárna Karolewo (polsky Elektrownia Jądrowa Karolewo) byla plánovanou jadernou elektrárnou v Polsku. Nacházet se měla nedaleko obce Karolewo v Mazovském vojvodství. Měla dosponovat čtyřmi tlakovodními reaktory VVER-1000. Plánování elektrárny však bylo zastaveno a poté z ekologických a sociálních důvodů byl plán změněn na jadernou elektrárnu Warta.

## Historie a technické informace

### Plánování
V letech 1973 až 1984 probíhala lokalizační studie, ze které měly vyplynout vhodné lokality pro další jaderné elektrárny v Polsku, které měly přijít po elektrárně Żarnowiec. Kromě jiných lokalit jako Chełmno nebo Bobrowniki (Kujawy) byla nalezena také lokalita u obce Karolewo v Mazovském vojvodství, jež se později ukázala jako nejvýhodnější z hlediska technických a ekonomických kritérií. Měla disponovat čtyřmi tlakovodními reaktory sovětské konstrukce VVER-1000/320, stejnými, které provozuje elektrárna Temelín.
Elektrárna měla využívat otevřený okruh chlazení, to znamená, že by reaktory byly chlazeny přímo vodou z vodní nádrže u města Włocławek bez použití chladicích věží. To je ekonomické, protože není nutné věže konstruovat a maximální možný výkon elektrárny závisí pouze na objemu vody v nádrži, na druhou stranu se tím zvyšuje teplota vodní plochy, což má za následek horší životní podmínky pro vodní život.

### Přesunutí
Otevřené chlazení a využití vody z nádrže se později ukázalo jako nepřijatelné z již zmíněného důvodu. Znalecký posudek z roku 1983 tento závěr potvrdil s poukazem na iracionalitu lokality z hlediska ekologických a sociálních kritérií a nutnost znovu analyzovat umístění jaderné elektrárny.
Další studie provedené v souladu s tímto doporučením potvrdily jeho platnost a vytvořily základ pro přesunutí jaderné elektrárny do Klempicze ve Velkopolském vojvodství. Nová plánovaná jaderná elektrárna změnila název na Warta. Přesunutí bylo definitivně potvrzeno plánovací komisí 5. června 1987.

## Informace o reaktorech
| Reaktor    | Typ reaktoru  | Výkon  | Výkon   | Zahájení výstavby                     | Připojení k síti                      | Uvedení do provozu                    | Uzavření |
| Reaktor    | Typ reaktoru  | Čistý  | Hrubý   | Zahájení výstavby                     | Připojení k síti                      | Uvedení do provozu                    | Uzavření |
| ---------- | ------------- | ------ | ------- | ------------------------------------- | ------------------------------------- | ------------------------------------- | -------- |
| Karolewo-1 | VVER-1000/320 | 950 MW | 1000 MW | Plánování zrušeno, přesunuto do Warty | Plánování zrušeno, přesunuto do Warty | Plánování zrušeno, přesunuto do Warty |          |
| Karolewo-2 | VVER-1000/320 | 950 MW | 1000 MW | Plánování zrušeno, přesunuto do Warty | Plánování zrušeno, přesunuto do Warty | Plánování zrušeno, přesunuto do Warty |          |
| Karolewo-3 | VVER-1000/320 | 950 MW | 1000 MW | Plánování zrušeno, přesunuto do Warty | Plánování zrušeno, přesunuto do Warty | Plánování zrušeno, přesunuto do Warty |          |
| Karolewo-4 | VVER-1000/320 | 950 MW | 1000 MW | Plánování zrušeno, přesunuto do Warty | Plánování zrušeno, přesunuto do Warty | Plánování zrušeno, přesunuto do Warty |          |